# Kilifi

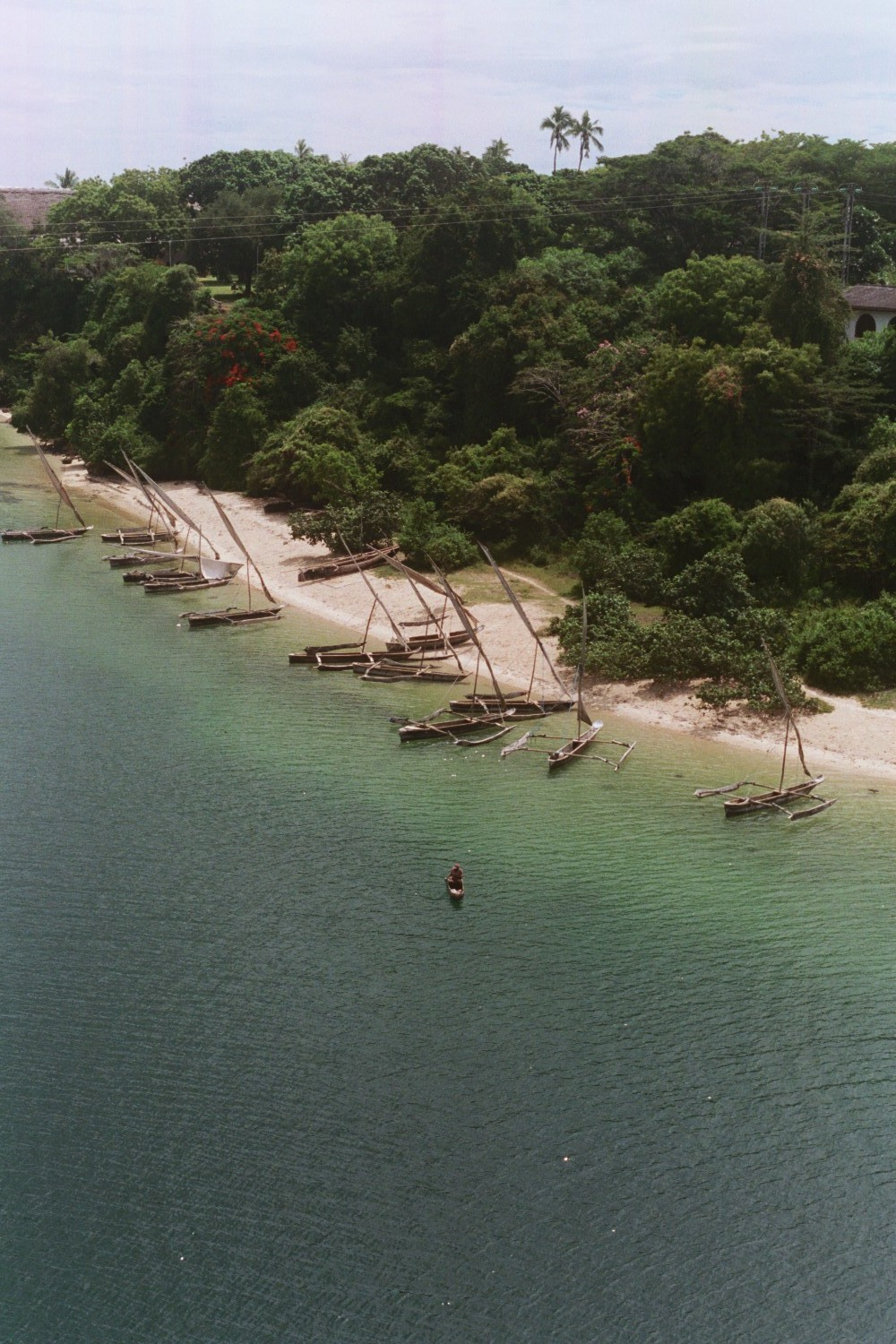
Daus am Strand von Kilifi

Kilifi ist die Hauptstadt des Kilifi Countys in Kenia mit etwa 31.000 Einwohnern. Kilifi liegt an der Küste des Indischen Ozeans etwa 80 Kilometer nördlich von Mombasa.

## Lage und Verkehr
Kilifi liegt an der Nordseite der Kilifi-Bucht, die sich rund 7 Kilometer landeinwärts erstreckt. Gegenüber an der Südseite der Bucht befindet sich der Ort Mnarani. Seit 1991 verbindet die mit 420 Metern längste kenianische Straßenbrücke beide Orte. Über sie führt die entlang der Küste verlaufende Fernstraße B8. Mehrmals täglich fahren Busse von Kilifi nach Mombasa und Malindi, zweimal täglich fährt ein Bus nach Nairobi.
Der heute kleinere Ort Mnarani war während der Zeit der portugiesischen Handelsniederlassungen ab dem Beginn des 16. Jahrhunderts ein bedeutenderes Handelszentrum als Kilifi. Erhöht über der Bucht liegen am Nordwestrand von Mnarani die Mnarani-Ruinen, die aus den Überresten einer Swahili-Siedlung aus dem 14. Jahrhundert besteht. Sichtbar sind die Reste der Stadtmauer, eine gut erhaltene große Moschee, eine kleinere Moschee aus dem 16. Jahrhundert und verschiedene Steingräber, darunter ein großes Säulengrab. Weitere Ruinen von im 15. und 16. Jahrhundert blühenden Handelsniederlassungen sind Kitoka, 3 Kilometer südlich und Gedi weiter nördlich.
In der Umgebung von Kilifi werden Cashewnüsse und Sisal-Agaven angebaut.

## Stadtbild
In Kilifi gibt es mehrere Banken, ein Postamt, eine Tankstelle, Märkte, Restaurants und Einkaufsmöglichkeiten. Die besondere Lage an der Bucht und an einem langen Sandstrand am Meer machen Kilifi zu einem Touristenort, zu dem eine Reihe von Hotels und ein Yachthafen gehören. Die Stadt verfügt über das Kilifi District Hospital, mehrere Schulen und das Pwani University College.

## Söhne und Töchter der Stadt
- Sabrina Simader (* 1998), kenianisch-österreichische Skirennläuferin